# Hycleus beccarii
Hycleus beccarii là một loài bọ cánh cứng trong họ Meloidae. Loài này được Marseul miêu tả khoa học năm 1871.